# Salganea taiwanensis
Salganea taiwanensis es una especie de cucaracha del género Salganea, familia Blaberidae.

## Distribución
Esta especie se encuentra en Taiwán, China, Japón y Vietnam.